# Lagartero

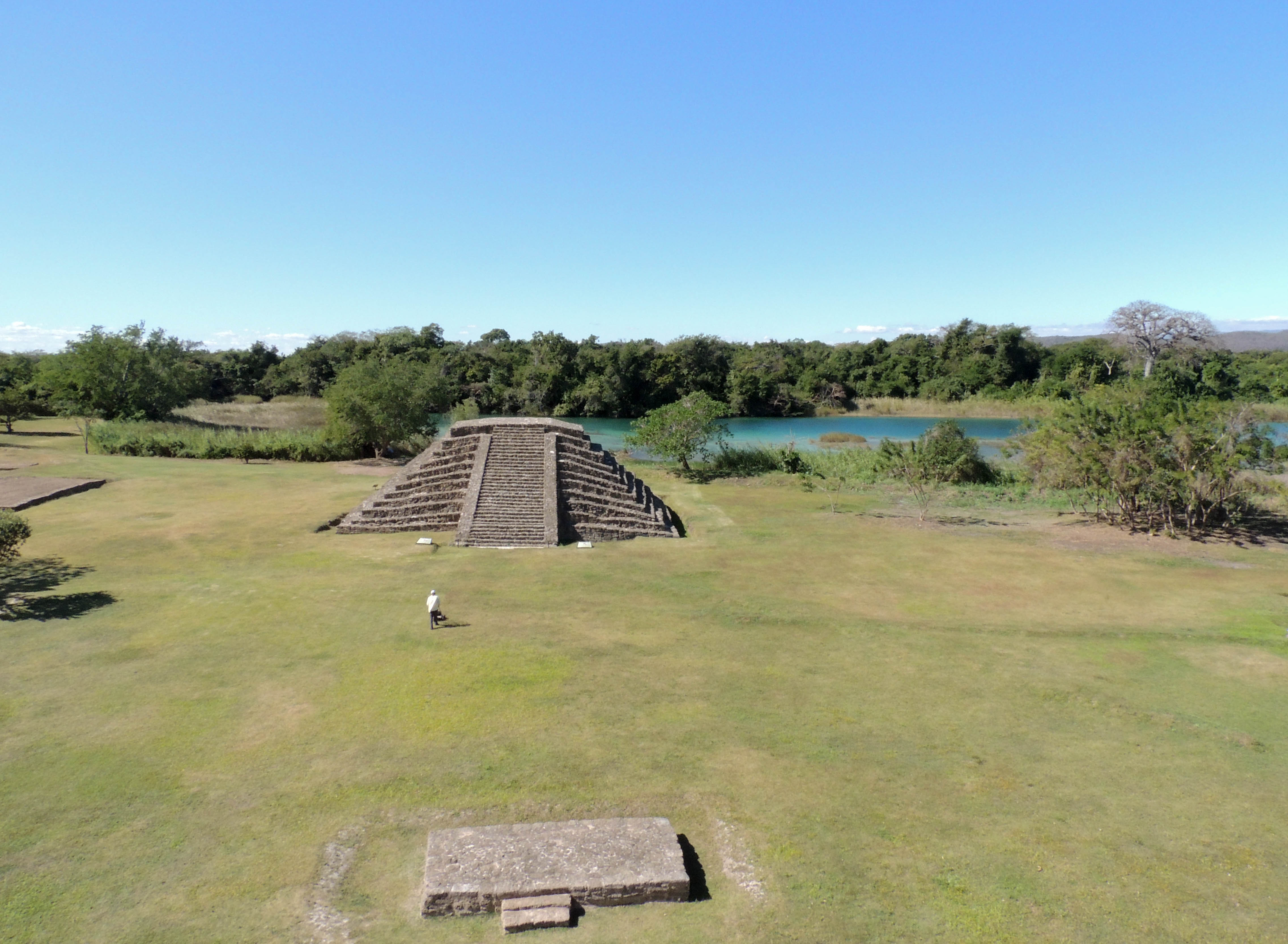
Lagartero (2012)

Der archäologische Fundplatz Lagartero der klassischen Mayakultur liegt in 53 km Luftlinie südöstlich der Kleinstadt Comitán, auf einer Insel, in dem als Lagos de Cortés bekannten Sumpfgebiet, nahe der Staatsgrenze zu Guatemala, im mexikanischen Bundesstaat Chiapas. Er wurde erstmals 1974 von Thomas Lee beschrieben, erste Untersuchungen erfolgten bald danach durch Susan Ekholm. Zwischen 1993 und 2003 fanden Ausgrabungen und Restaurierungen, vor allem im zeremoniellen Zentrum statt, das hauptsächlich aus einer rechteckigen Plaza mit Pyramiden unterschiedlicher Höhe und Gestaltung an den vier Seiten besteht. Freigelegt und restauriert wurden ein Ballspielplatz, eine 6,5 m hohe Pyramide mit sieben stufenförmigen Baukörpern, die einen Hof flankiert, eine um 1 m höhere Pyramide aus fünf Baukörpern und weitere, niedrigere Konstruktionen. Sie werden alle in das späte Klassikum (700 – 900) datiert. Der Fundplatz ist öffentlich zugänglich.